# 平川雄一朗
平川 雄一朗（ひらかわ ゆういちろう、1972年1月23日 - ）は、日本のドラマ演出家、映画監督。スターダストプロモーション関連のSTARDUST CREATORS所属。

## 来歴
大分県大分市出身。大分県立大分南高等学校、日本工学院専門学校放送芸術科卒業。（株）泉放送制作を経て、（株）オフィスクレッシェンドに入社。テレビドラマの演出補（アシスタントディレクター）を経て、2003年に『Stand Up!!』（TBS）第7話で初演出を手掛ける。以降、TBS制作の作品を中心に演出を手掛ける。2006年『白夜行』で初のチーフディレクター、2007年に公開された映画『そのときは彼によろしく』で初の映画監督を務めた。

## 人物
20代前半から父親には会っていなかったが、10年ぶりに再会してそのすぐ1年後に亡くなった。愛車・ベンツのナンバーは父の誕生日から取った。

## 主な作品

### テレビドラマ

#### 演出・監督
- Stand Up!!（2003年、TBS）
- 世界の中心で、愛をさけぶ（2004年、TBS）
- あいくるしい（2005年、TBS）
- 白夜行（2006年、TBS）
- セーラー服と機関銃（2006年、TBS）
- 佐々木夫妻の仁義なき戦い（2008年、TBS）
- ROOKIES（2008年、TBS）
- 結党!老人党（2009年、WOWOW）
- MR.BRAIN（2009年、TBS）
- JIN-仁-（2009年・2011年、TBS）
- Sweet 9 Flowords〜美しい9の花言葉〜（2010年、LISMOオリジナルドラマ）
- とんび（2013年、TBS）
- クロコーチ（2013年、TBS）
- 天皇の料理番（2015年、TBS）
- わたしを離さないで （2016年、TBS）
- 仰げば尊し（2016年、TBS）
- A LIFE〜愛しき人〜（2017年、TBS）[3]
- 都庁爆破!（2018年、TBS）
- 義母と娘のブルース（2018年・2020年、TBS）
- 集団左遷!!（2019年、TBS）
- 天国と地獄〜サイコな2人〜（2021年、TBS）
- 24時間テレビ44 ドラマスペシャル『生徒が人生をやり直せる学校』（2021年8月21日、日本テレビ）
- マルス-ゼロの革命-（2024年、テレビ朝日）
- 366日（2024年、フジテレビ）
- PJ 〜航空救難団〜（2025年、テレビ朝日）

#### 演出補・監督補
- あの日の僕をさがして（1992年、TBS）
- セカンド・チャンス（1995年、TBS）
- 協奏曲（1996年、TBS）
- 君と出逢ってから（1996年、TBS）
- いちばん大切なひと（1997年、TBS）
- 不機嫌な果実（1997年、TBS）
- 聖者の行進（1998年、TBS）
- めぐり逢い（1998年、TBS）
- なにさまっ!（1998年、TBS）
- 独身生活（1999年、TBS）
- 池袋ウエストゲートパーク（2000年、TBS）
- 明日を抱きしめて（2000年、日本テレビ）
- ハンドク!!!（2001年、TBS）最終回のみ、部分監督
- 愛なんていらねえよ、夏（2002年、TBS）
- GOOD LUCK!!（2003年、TBS）

#### プロデューサー補
- 最後のデート（1999年、TBS）
- First Love（2002年、TBS）
- ドールハウス（2004年、TBS）

### 映画
- そのときは彼によろしく（2007年6月2日、東宝）
- 陰日向に咲く（2008年1月26日、東宝）
- ROOKIES〜卒業〜（2009年5月30日、東宝）
- ラブコメ（2010年9月25日、ショウゲート）
- ツナグ（2012年10月6日、東宝）脚本・監督
- 想いのこし（2014年11月22日、東映）
- 僕だけがいない街（2016年3月19日、ワーナー・ブラザース映画）
- 春待つ僕ら（2018年12月14日、ワーナー・ブラザース映画）
- 記憶屋 あなたを忘れない（2020年1月17日、松竹）
- 約束のネバーランド（2020年12月18日、東宝）
- 耳をすませば（2022年10月14日、松竹)

### ショートムービー
- 乃木坂46「ぐるぐるカーテン」映像特典ショートムービー『私の好きな人へ』（2012年）
- NMB48「カモネギックス」映像特典ドラマ『ほしにねがうこと』（2013年）

### 配信ドラマ
- 御手洗家、炎上する（2023年配信、Netflix）

### CM
- ロッテ・ロッテのど飴（2006年）
- すき家インフォマーシャルCM（2010年）
- iPod touchインフォマーシャルCM（2010年）

### PV
- AKB48「桜の花びらたち」（2006年）
- NMB48「オーマイガー!」（2011年）、「カモネギックス」（2013年）
- 乃木坂46 生田絵梨花個人PV（2012年）

### イベント演出
- 『華麗なる一族』制作会見（2006年）

## 受賞歴
- 第42回ザテレビジョンドラマアカデミー賞 監督賞（『世界の中心で、愛をさけぶ』、2004年）（石井康晴、堤幸彦と共に。）[4]
- 第63回ザテレビジョンドラマアカデミー賞 監督賞（『JIN-仁-』、2009年）（山室大輔、川嶋龍太郎と共に。）[5]
- 第69回ザテレビジョンドラマアカデミー賞 監督賞（『JIN-仁- 完結編』、2011年）（山室大輔、那須田淳と共に。）[6]
- 第85回ザテレビジョンドラマアカデミー賞 監督賞（『天皇の料理番』、2015年）（岡本伸吾、中前勇児、山室大輔と共に。）[7]
- 2019年日本民間放送連盟賞・テレビドラマ番組部門優秀賞（『義母と娘のブルース』、2018年）[8]